# دائرة أولاد سي سليمان
دائرة أولاد سي سليمان هي إحدى دوائر ولاية باتنة الجزائرية.